# José Ramón Cabañas Rodríguez
José Ramón Cabañas Rodríguez (không rõ năm sinh) là nhà ngoại giao Cuba. Ông trở thành Đại sứ Cuba đầu tiên tại Hoa Kỳ sau 50 năm vào tháng 9 năm 2015.